# Elizaveta Kruglikova
Elizaveta Sergeyevna Kruglikova (Russo: Елизавета Сергеевна Кругликова; 31 de janeiro de 1865 - 21 de julho de 1941) foi uma pintora, gravadora, monotipista russa.

## Biografia
Ela nasceu em São Petersburgo, filha de Sergey Nikolaevich Kruglikov (1832-1910) e sua esposa, Olga Yuliyevna Neyman (1836-1922). Seu pai era um oficial militar que era pintor amador, e seu avô, Nikolai Alexandrovich Kruglikov (1788-1868), era pintor profissional. Em 1880, ela morou com seu pai em Poltava, onde conheceu artistas associados ao Peredvizhniki e decidiu pela arte como carreira. De 1890 a 1895, ela frequentou aulas na Escola de Pintura, Escultura e Arquitetura de Moscovo, onde estudou com Illarion Pryanishnikov, Sergei Korovin e Abram Arkhipov.